# ノバスコシア・ドル
ノバスコシア・ドル（英語：Nova Scotian dollar）は、ノバスコシア植民地（現在のカナダのノバスコシア州）で1860年から1871年まで使用されていた通貨。1860年にノバスコシア・ドルに5ドル = 1ポンド (1ドル = 4シリング)の比率で導入され、1871年にカナダ・ドルに73 カナダ・セント = 75 ノバスコシア・セントの為替レートで置き換えられた。

## 硬貨
1861年から1864年に掛けて½セント、1セント銅貨が発行された。

## 紙幣
1861年から1866年の間、地元政府が5ドル紙幣を発行していた。これに加え、3つの銀行（ノバスコシア銀行: the Bank of Nova Scotia、ハリファックス銀行: the Halifax Banking Company、ハリファックス商業銀行: the Merchants Bank of Halifax）が20ドル紙幣を発行していた。1867年にカナダ自治領となったノバスコシアは1866年に "Payable in Halifax / only（ハリファックスでのみ支払い可）" と書かれた5ドル紙幣を発行し、これが地域通貨として1871年にカナダドルに置き換えられるまで流通した。これはカナダ・ドルの4.86ドルの価値に当たる。